# Кікони

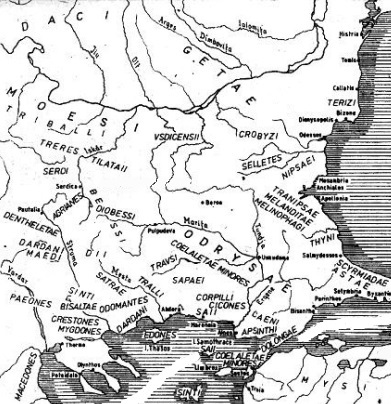
Кікони та фракійські племена

Кікони (грец. Κίκονες) — народ з Фракії, серед них жив уславлений співець і поет Орфей, коли одружився з Евридікою.
У Гомерівській «Іліаді» згадується аргонавт Евфем, який виступив на чолі загону кіконів на стороні Трої у Троянській війні.
У «Одісеї» описується сутичка ахейців з кіконами, що проживали у місті Ісмарус. Ахейці, серед яких був Одіссей, поверталися з походу на Трою, несподівано взяли і пограбували місто, повбивали чоловіків. Але скоро до Ісмарусу (Ісмаросу) надійшла підмога і в другій битві ахейці зазнали поразки та мусили швидко втікати.